# Kališťské louky a mokřady
Přírodní památka Kališťské louky a mokřady je chráněné území nalézající se severně od obce Kaliště v katastrálním území obce Budenín v okrese Benešov. Důvodem ochrany jsou luční a mokřadní biotopy s výskytem ohrožených druhů rostlin a živočichů.
Oblast je v překryvu s tzv. naturovou evropsky významnou lokalitou Kaliště a přírodním parkem Džbány-Žebrák. Toto území bylo v minulosti využívané k zemědělské činnosti, což zajistilo dobré podmínky pro vývoj dnešních společenstev. Oproti dobám minulým se zde dnes často vyskytují náletové dřeviny ohrožující chráněné biotopy, a proto zde bylo od roku 2017 vyhlášeno chráněné území: přírodní památka Kališťské louky a mokřady. Management pravidelného sečení a extenzivní pastvy by měl zabránit postupnému zarůstání a zachovat tak území vhodné pro ohrožené druhy, zejména chřástala polního (Crex crex), několik druhů obojživelníků, vstavačovité rostliny či vrbovku bahenní (Epilobium palustre), mochnu bahenní (Potentilla palustris) a rozrazil štítkovitý (Veronica scutellata).

## Lokalita
Přírodní památka Kališťské louky a mokřady leží severně od obce Kaliště, nachází se v okrese Benešov ve Středočeském kraji, spadá pod obec Votice a leží v katastrálním území Budenína. Celková rozloha přírodní památky je 8,2 ha a překrývá se s evropsky významnou lokalitou Kaliště (6 ha). Je také součástí přírodního parku Džbány-Žebrák (53 km²), vyhlášeného v roce 1991, který se nachází mezi Voticemi, Jankovem, Líšnem a Tomicemi. Kališťské louky a mokřady se nacházejí pod jeho nejvyšším vrcholem Džbány. Jedná se o zachovalé trvalé luční a mokřadní biotopy, nacházející se na svažitém reliéfu, obklopeny převážně lesní krajinou s remízky, prameništi, rozsáhlými loukami a pastvinami či nedalekými rybníky na Jankovsku a Olbramovicku. Název Kališťské louky a mokřady je volen proto, že název Kaliště už nese jiná přírodní památka v jihočeském kraji..

## Historie
Tato oblast byla osídlena již neolitickými zemědělci, avšak pouze její nejnižší okraje. Hojnější bylo až osídlování prehistorické, zejména v době bronzové.

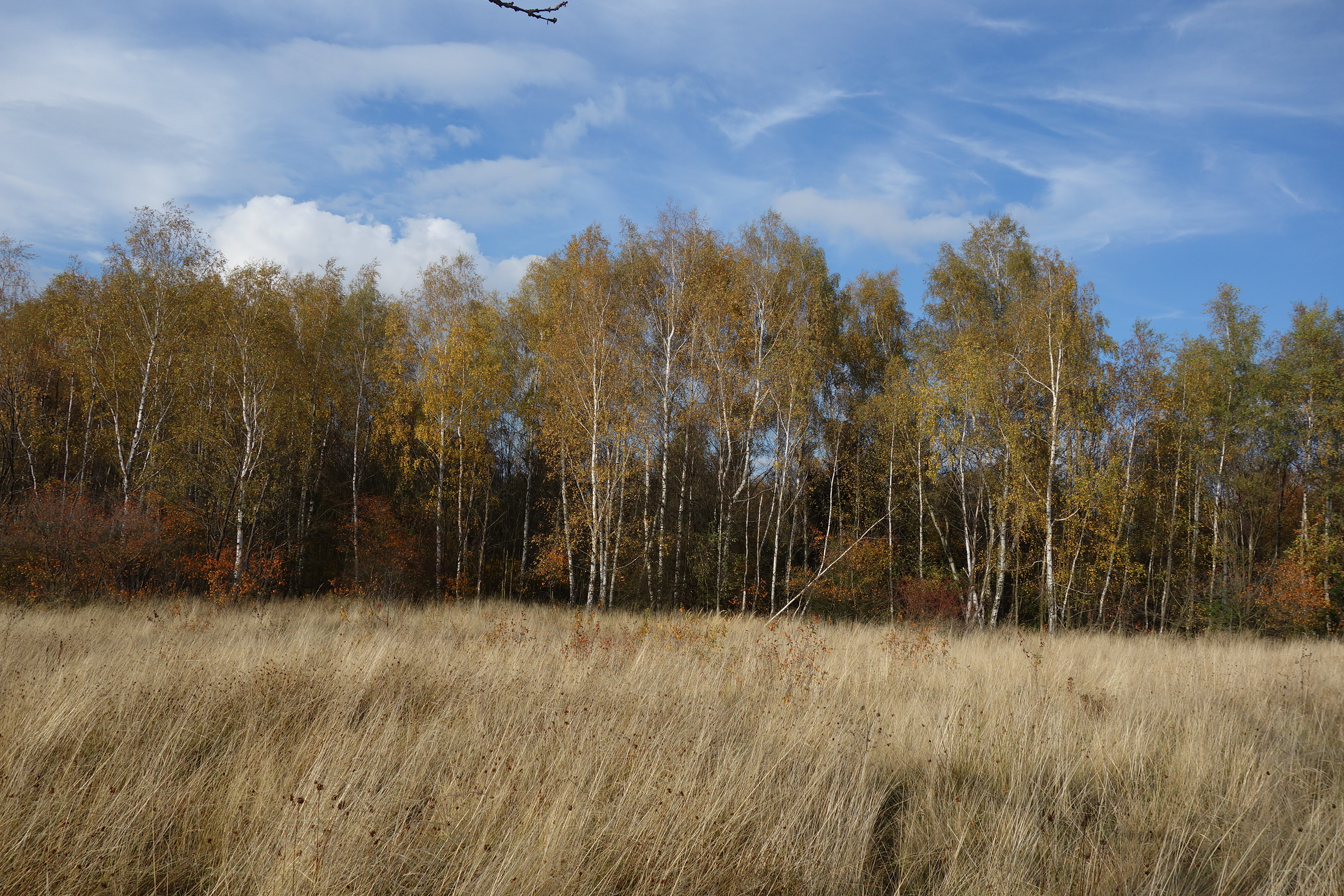
Náletové dřeviny v okrajových částech území

 V pozdějších dobách byla mnohá z těchto využívaných území opět překryta lesem. Území sloužilo vždy především k pastevectví, což se zachovalo prakticky do dnešní doby. Dlouhodobé zacházení s územím jako pastvinami umožnilo rozvoj dnešních biotopů a na nich rostoucích společenství, které jsou teď předmětem ochrany. Ve 20. století zde na rozdíl od jiných oblastí nedošlo ke spojování pozemků v rámci kolektivizace, pravděpodobně kvůli nízké bonitě půdy i špatnému terénu a vzdálenosti, což umožnilo zachování dobré krajinní struktury s mezemi. Z leteckých snímků je patrné, že bylo celé území pokryto loukami, které mohly být jak sečné, tak pastvinné. Koncem 20. století se na tomto území od hospodaření ustupuje a krajina postupně zarůstá náletovými dřevinami, čemuž se v dnešní době snaží ochrana této oblasti zabránit. Během 21. století zde probíhá občasné sečení, prořezávání náletů či extenzivní pastva skotu, způsobující jednak mírnou eutrofizaci, která podporuje udržení trávníků, ale navíc i disturbanci, napomáhající přežití konkurenčně slabých druhů, například prstnatce májového (Dactylorhiza majalis), ohroženého druhu české flóry (C3), který je zároveň chráněn mezinárodní úmluvou CITES.

## Přírodní poměry
Chráněné území se nachází v nadmořské výšce 582-630 m n. m. Tato oblast je v mírném svahu pahorkatého území, které je součástí Vlašimské pahorkatiny (podcelek Votická vrchovina), často nazývané také Česká Sibiř. Celek Vlašimská pahorkatina spadá do Českomoravské soustavy a podsoustavy Středočeské pahorkatiny. Vyvřelé horniny, zejména granity a syenodiority se nacházejí na rulovém geologickém podloží, pokryté jsou hnědozeměmi, zejména silně kyselou dystrickou kambizemí nebo kyselou typickou kambizemí. Plocha spadá do mírně teplé oblasti (MT3), srážkový úhrn ve vegetačním období je 350–450 mm a v zimním období klesá na 250–300 mm, přičemž vodní plochy přírodní památky tvoří méně 0,5% území (0,04 ha). Oblast je významná svými prameništi a podmáčenými svahy, na kterých se vyskytují gleje a pseudogleje.

### Fauna

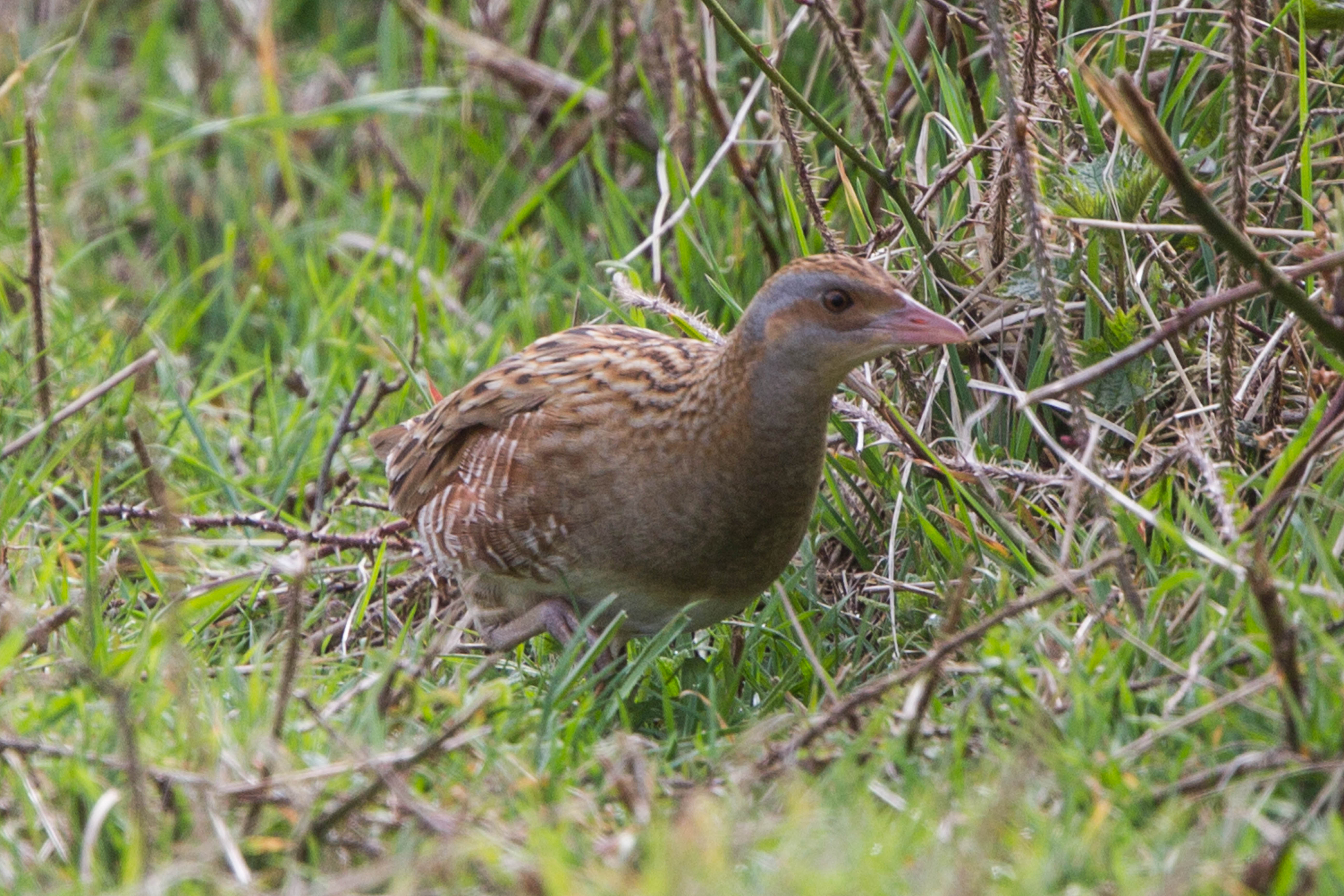
Chřástal polní (Crex crex)

Živočichové žijící na území Kališťských luk a mokřadů nejsou přímým předmětem ochrany, ale vyskytují se zde ochranářsky významné druhy, zejména chřástal polní (Crex crex) a různí obojživelníci, vázaní na tůně. Pro ty je toto území velmi vhodné pro jejich terestrickou část života, ale částečně i pro rozmnožování. Pozorovaná zde byla ropucha obecná (Bufo bufo), skokan hnědý (Rana temporaria), skokan štíhlý (Rana dalmatina) a rosnička zelená (Hyla arborea). Možný, ale ne prokázaný je výskyt čolka obecného (Lissotriton vulgaris), čolka horského (Ichthyosaura alpestris) i čolka velkého (Triturus cristatus).
Vzhledem k nepřítomnosti vodních ploch zde zcela chybí populace ptáků vodních, o to hojnější jsou však zástupci drobných pěvců, kteří preferují otevřenou krajinu (pěnkavovití, sýkorovití, drozdovití a zástupci dalších taxonomických jednotek) a jejich predátoři, zejména dravci - například jestřáb lesní (Accipiter gentilis) a moták pochop (Circus aeruginosus), ale také volavka popelavá (Ardea cinerea) a krkavcovité druhy. Na husté, ale světlé keře a soliterní stromy jsou vázané velmi hojně zastoupené skupiny ťuhýků (např. ťuhýk obecný (Lanius collurio) či ťuhýk šedý (Lanius excubitor)) a pěnic (pěnice černohlavá (Sylvia atricapilla) a pěnice slavíková (Sylvia borin)). Potkat zde ale můžeme také čápa bílého (Ciconia ciconia) a černého (Ciconia nigra).

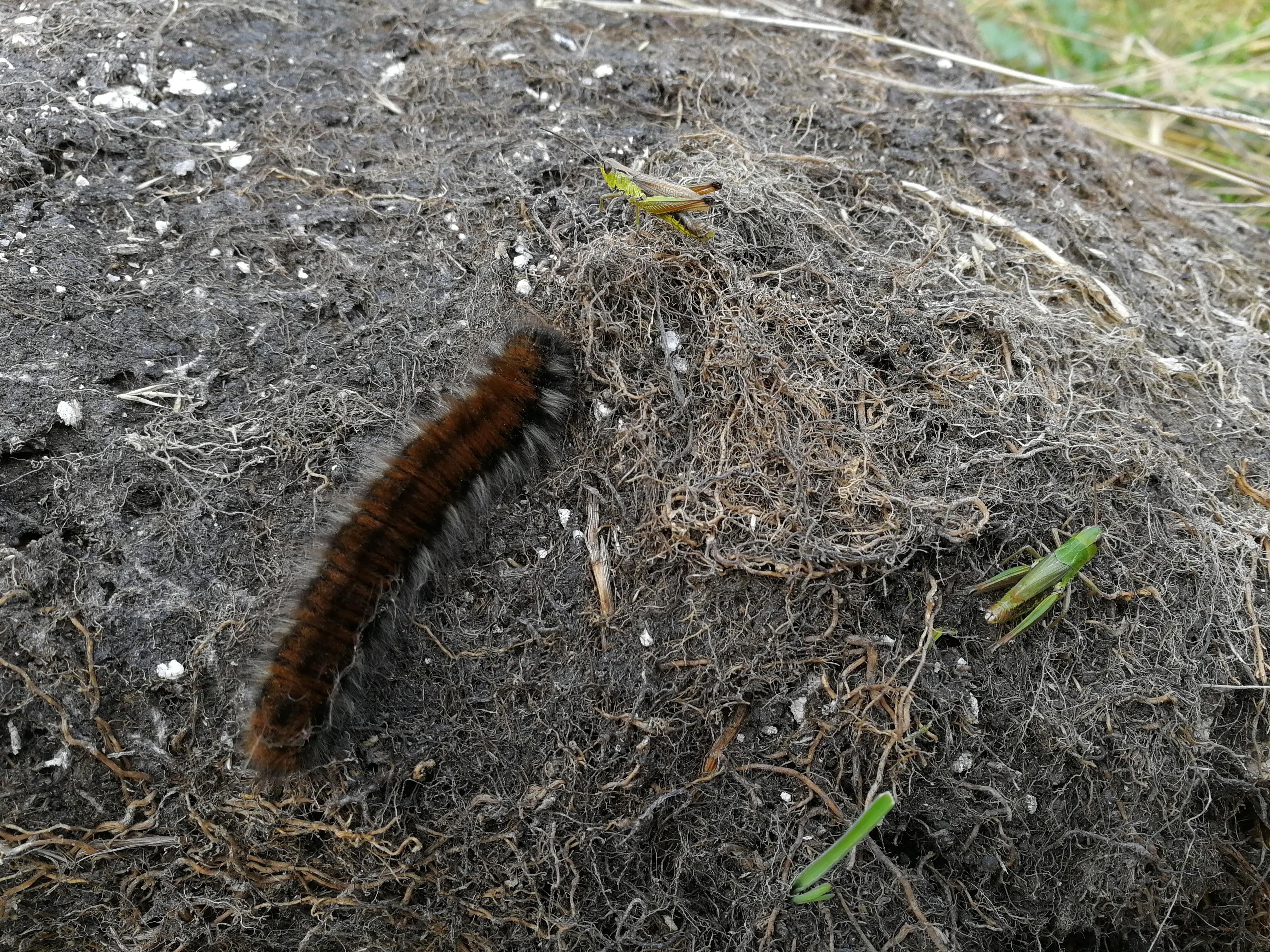
Zástupci bezobratlých, říjen

Současná nepřítomnost zásadních lidských dopadů a stabilní struktura lokality zajišťuje příznivé podmínky pro výskyt plazů, typických pro daný biotop. Vyskytuje se zde více druhů ještěrek, slepýš křehký (Anguis fragilis), užovka obojková (Natrix natrix) či zmije obecná (Vipera berus). Co se týče vzácnějších zástupců bezobratlých živočichů, můžeme zde potkat druhy jako jsou střevlík Ullrichův (Carabus ullrichii), zlatohlávek (Oxythyrea funesta), čmelák (Bombus sp), mravenec (Formica pratensis), otakárek fenyklový (Papilio machaon), ale také dva zástupce tzv. naturových druhů: modrásek bahenní (Maculinea nausithous) a přástevník kostivalový (Euplagia quadripunctaria). Díky odlehlosti a horší dostupnosti území se zde v průběhu roku nevyskytuje mnoho turistů, a proto na území PP nebyly zjištěny žádné závažné negativní vlivy, které by nějak ohrožovaly zdejší faunu.

### Flóra

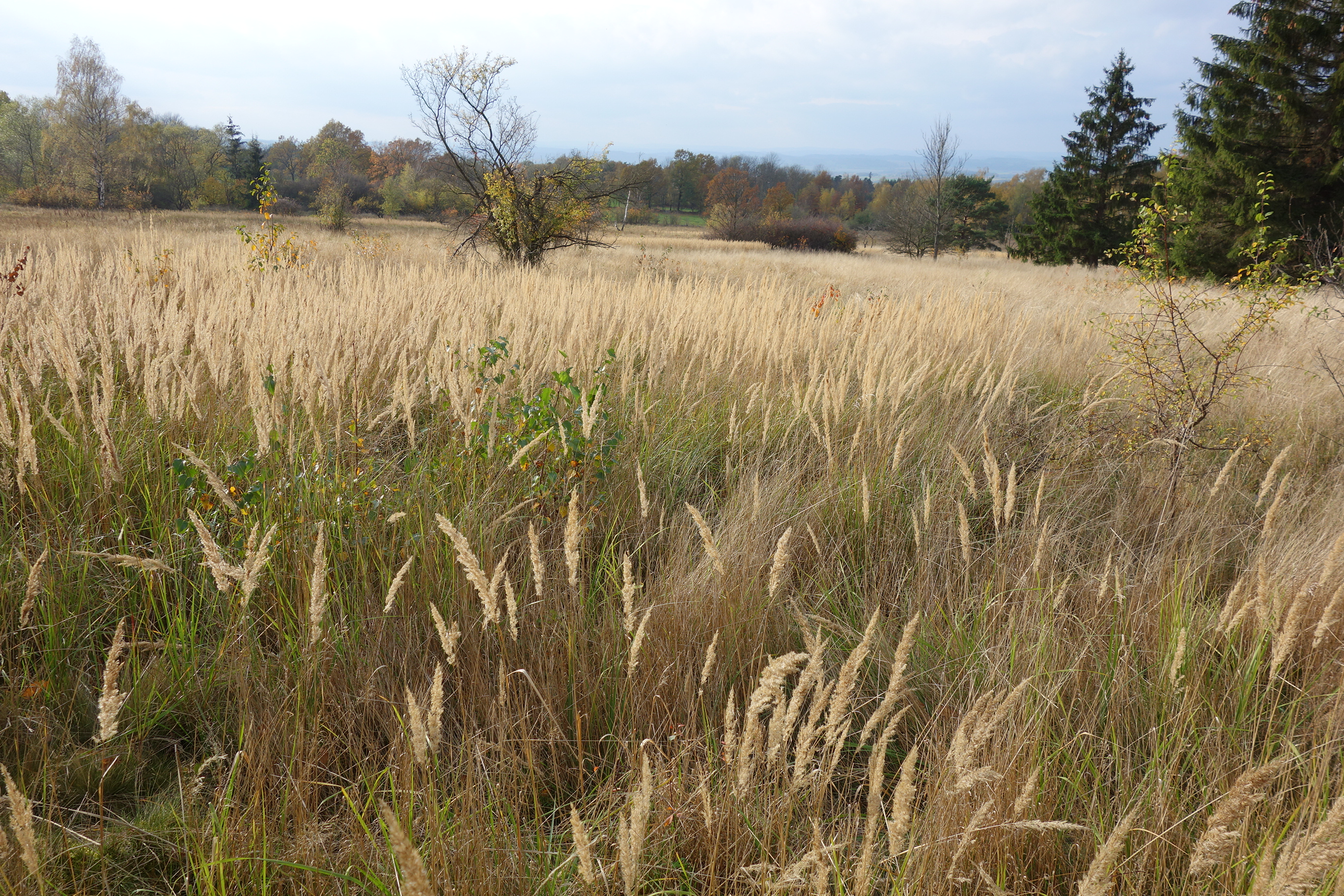
Třtina křovištní (Calamagrostis epigejos), expanzivní druh

Během průzkumu v srpnu 2014 bylo na území Kališťských luk a mokřadů nalezeno celkem 119 druhů cévnatých rostlin, z toho tři druhy nacházející se v červeném seznamu. Jsou to konkrétně vrbovka bahenní (Epilobium palustre), mochna bahenní (Potentilla palustris) a rozrazil štítkovitý (Veronica scutellata). Zaznamenaná zde byla také populace prstnatce májového (Dactylorhiza majalis) z čeledi vstavačovitých, který je chráněn mezinárodní úmluvou CITES. Možný je výskyt dalších rostlin, které v době srpna nebyly zaznamenány. Žádný z těchto druhů (stejně jako žádný z živočichů) není předmětem ochrany, avšak navržené managementové úpravy chrání nepřímo jak rostliny, tak živočichy. Kromě chráněných druhů se zde nachází i několik expanzivně se šířících druhů, zejména třtina křovištní (Calamagrostis epigejos), kvůli které je vhodné na určitých plochách provozovat zásahy nad rámec plánu péče.
Okrajové části chráněné oblasti pomalu zarůstají náletovými dřevinami a křovinami. Mezi dominantní stromy okraje území, ojediněle však i jeho hlavní části patří například vrba popelavá (Salix cinerea) či ušatá (Salix aurita), dále dřeviny vrba jíva (Salix caprea), krušina olšová (Frangula alnus) a souvislejší porosty topolu osiky (Populus tremula) či břízy bělokoré (Betula pendula). Najdeme zde i smrk ztepilý (Picea abies), hloh (Crataegus sp.) a jeřáb ptačí (Sorbus aucuparia).

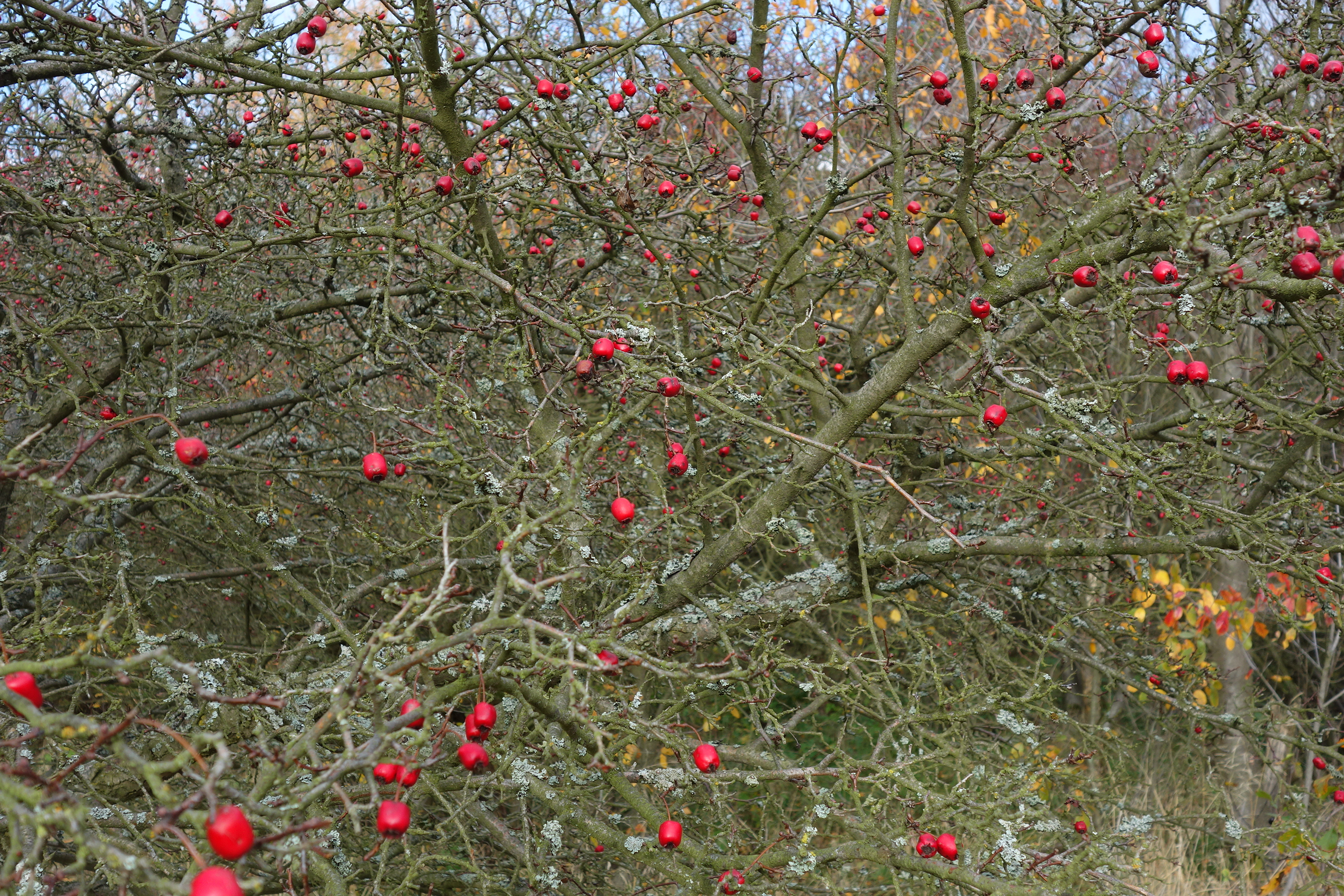
Plodící keř hlohu

Území je pokryto výhradně nelesními plochami, zastoupeno je celkem osm vegetačních jednotek. Nejhojněji jsou zastoupeny pcháčové louky, vyskytující se zejména ve spodní části území, dále také podhorské až horské smilkové trávníky bez jalovce, které se nacházejí především v horních, tedy sušších částech přírodní památky. Ostatní jednotky, z nichž nejhojněji jsou pravděpodobně zastoupeny nevápnitá mechová slatiniště s výraznějším zastoupením suchopýrů či luční prameniště bez tvorby pěnovců, se zde vyskytují spíše na malých plochách. Velká část území je v překryvu s evropsky významnou lokalitou (EVL) Kaliště (CZ0210732), díky čemuž zde nacházíme i dvě vegetační jednotky takzvaných naturových biotopů, a to konkrétně podhorské a horské smilkové trávníky bez jalovce (biotop T2.3B) a nevápnitá mechová slatiniště (biotop R2.2).

#### Podhorské a horské smilkové trávníky bez jalovce

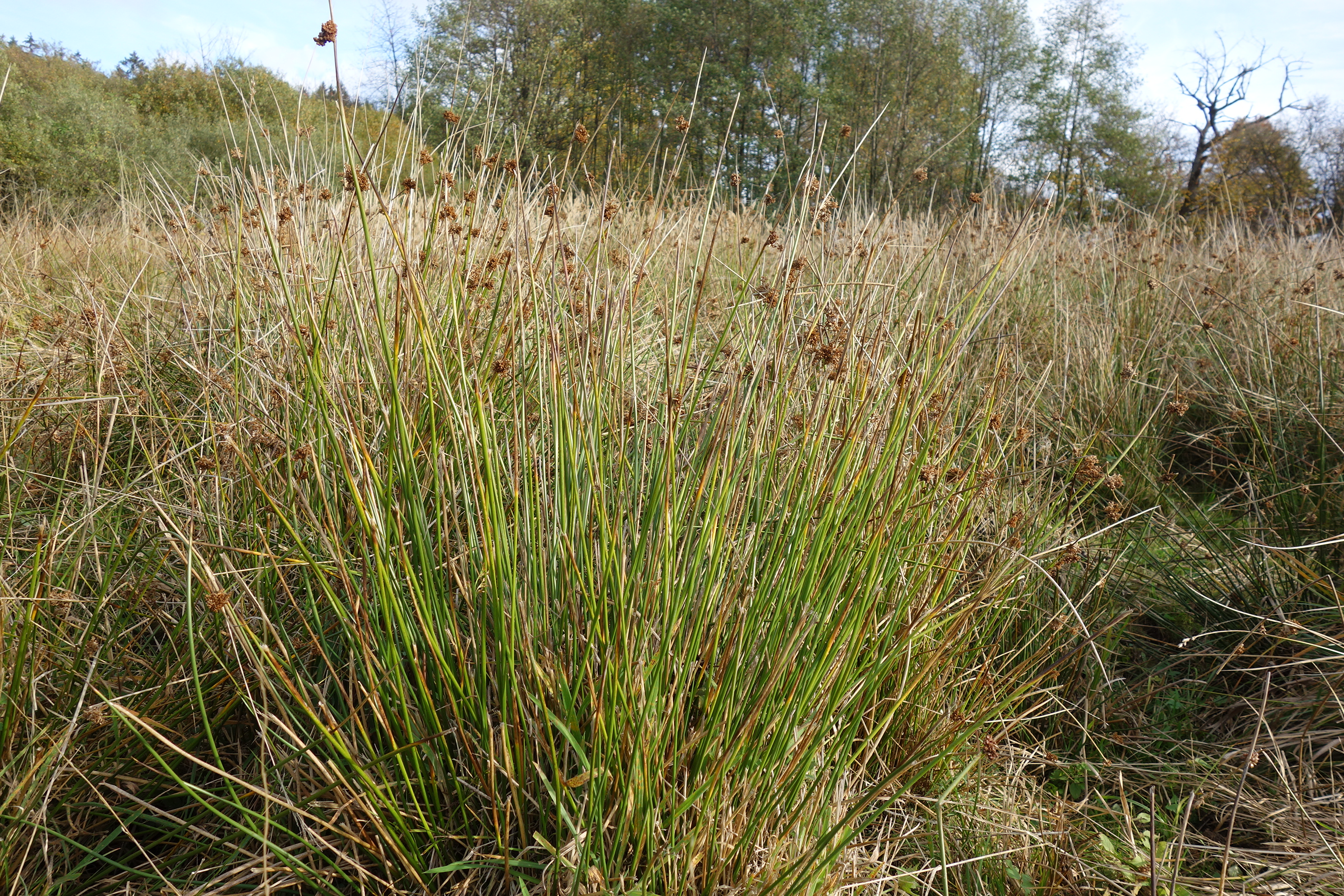
Sítina, hojně zastoupený druh trav

Podhorské a horské smilkové trávníky bez jalovce je vegetace tvořící naturový biotop (soustava Natura 2000). Charakteristická je pro něj populace smilky tuhé (Nardus stricta) a jiná společenstva trav, doplněna mnoha bylinnými druhy, například svízelem nízkým (Galium pumilum) či hercynským (Galium saxatile), všivcem lesním (Pedicularis sylvatica), vítodem obecným (Polygala vulgaris), mateřídouškou vejčitou (Thymus pulegioides) nebo violkou psí (Viola canina). Jedná se převážně o rozvolněnu vegetaci, kde nejvýraznější jsou trávy, nacházející se na disturbovaných či erodovaných plochách, které mohou pravidelně vysychat. Z fytocenologických snímků Kališťských luk je jasně vidět, že převládajícím druhem trávy je smilka tuhá (Nardus stricta), doplněna sítinou klubkatou (Juncus conglomeratus) či vřesem obecným (Calluna vulgaris), což by mohlo naznačovat přechod k biotopu T8.1 (Suchá vřesoviště nížin a pahorkatin). Z druhů typických pro daný biotop se zde kromě smilky nacházejí třeba tomka vonná (Anthoxanthum odoratum), třezalka skvrnitá (Hypericum maculatum), bika ladní (Luzula campestris agg.) či mochna nátržník (Potentilla erecta). Charakteristické porosty najdeme na různých vyvýšeninách, ale i mimo ně, spíše však v horních částech území.

#### Nevápnitá mechová slatiniště

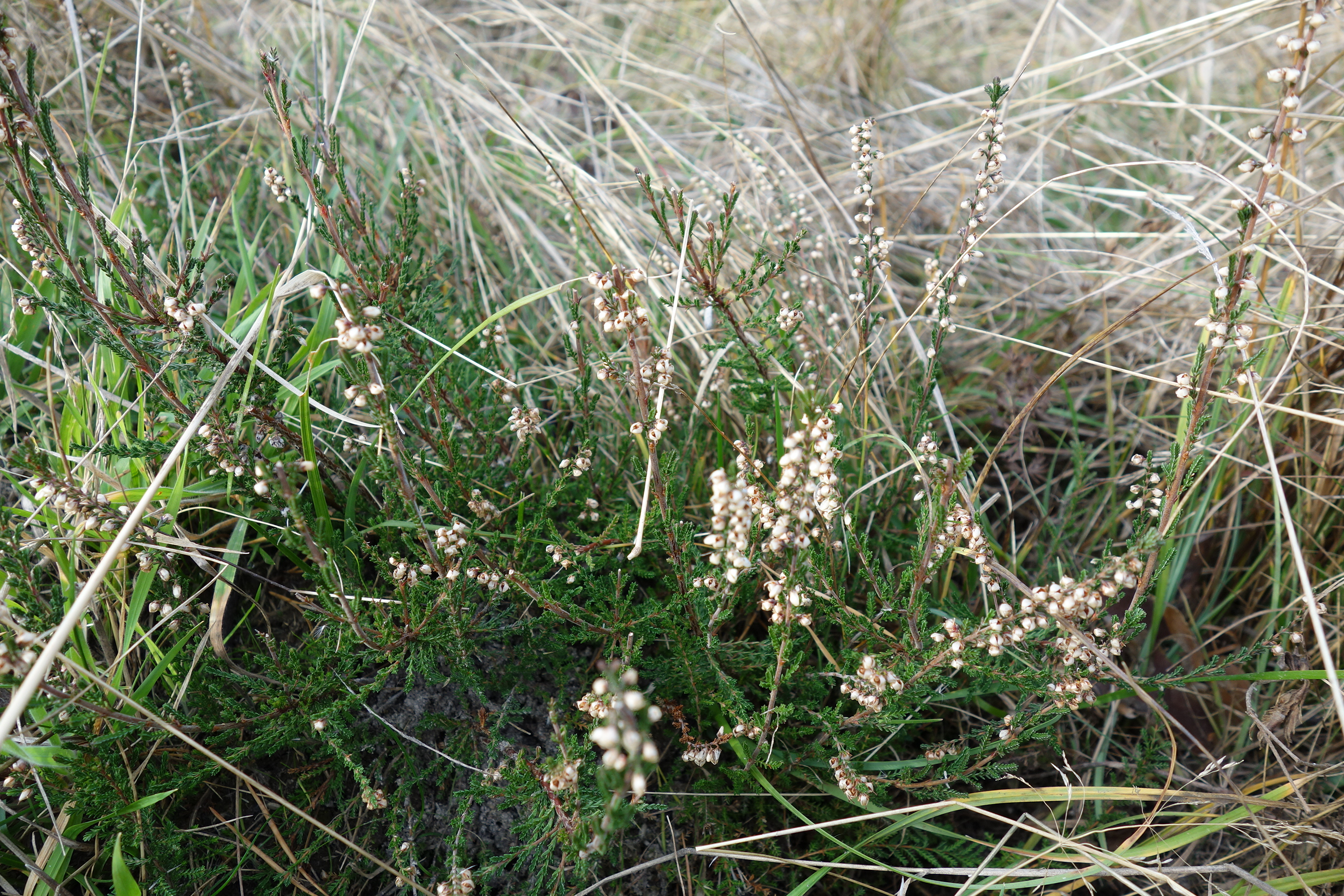
Zástupce čeledi vřesovcovité (Ericaceae), náznak přechodu k jinému biotopu

Nevápnitá mechová slatiniště jsou určena především velmi bohatě vyvinutým mechovým patrem, doplněným bylinami a mnoha druhy ostřic či jiných rostlin z čeledi šáchorovitých. Ve většině případů zde můžeme najít rašeliníky (Sphagnum), nemusí tomu tak ale být pokaždé. Z vyšších rostlin tu téměř pokaždé najdeme vyšší i nižší ostřice, např. ostřici skloněnou (Carex demissa), černou (Carex nigra) či ostřici plstnatoplodou (Carex lasiocarpa) a zobánkatou (Carex rostrata). Pod tento biotop spadají i sukcesně pokročilá vápnitá slatiniště, pro které jsou typické rostliny s většími nároky na minerály, můžeme tu najít i rosnatku okrouhlolistou (Drosera rotundiflora). V oblasti chráněného území je z typických druhů ostřic zastoupena ostřice černá (Carex nigra), dále velmi výrazně suchopýr úzkolistý (Eriophorum angustifolium), pryskyřník plamének (Ranunculus flammula), violka bahenní (Viola palustris), rozrazil štítkovitý (Veronica scutellata) a jiné. Oblasti s nejvíce typickým složením tohoto biotopu se nacházejí ve střední části území, méně charakteristická společenstva pak směrem dolů, k pcháčovým loukám, či výše nad centrální částí.

## Ochrana
Kališťské louky a mokřady jsou zařazeny do kategorie přírodní památka. Jedná se o managementovou kategorii IUCN – III – Území pro management stanovišť/druhů: chráněná území, zřizovaná převážně pro účely ochrany, prováděná cestou managementových zásahů. Není zde zvláště vymezené ochranné pásmo, počítá se tedy s okrajovým pásem 50 m po obvodu.
Předmětem ochrany jsou luční a mokřadní biotopy s výskytem vzácných a ohrožených rostlin a živočichů. Z rostlin jsou chráněné zejména výše zmiňovaná vrbovka bahenní (Epilobium palustre), mochna bahenní (Potentilla palustris) a rozrazil štítkovitý (Veronica scutellata). Z živočichů především obojživelníci vázaní na tůně a chřástal polní (crex crex), upřednostňující nekosené luční a nivní porosty, hnízdící na zemi. Jedná se o vzácnou a v České republice ojedinělou ukázku mokřadních pastvin. Cílem je zachovat původní druhovou stavbu a pestrost, zabránit zarůstání náletovými dřevinami (tedy postupu sukcese) a to zejména pravidelným sečením a extenzivní pastvou.
Území je rozděleno do tří ploch (A–C), z nichž u každé se doporučuje mírně odlišný přístup. Celkově je doporučeno kosení minimálně každý druhý až třetí rok, a to postupně v odstupňovaných sečích, aby byla zachována mozaikovitost území a všechna růstová stadia porostů pro podporu vývoje hmyzu a jiných bezobratlých. Také ale proto, aby nedošlo k případnému ohrožení chřástala polního. Termíny sečení a likvidace dřevin jsou naplánovány tak, aby se nekryly s časem hnízdění určitých ptáků. V některých částech by bylo vhodné sečení nad rámec plánu, aby se zabránilo expanzi některých druhů, jako například třtině křovištní.

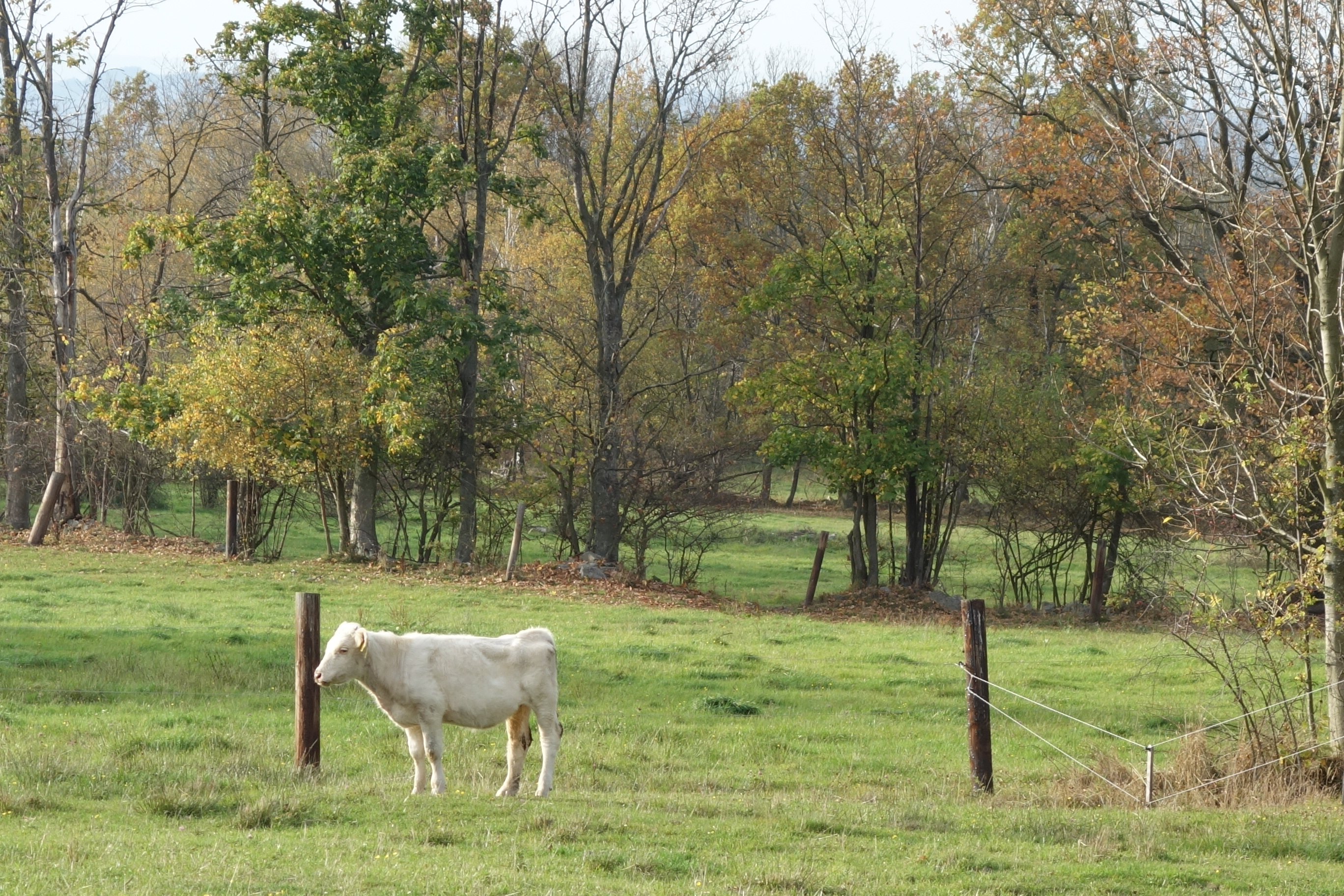
Příklad managementu, pastva

Krátkodobé extenzivní přepásnání (zejména skotem, případně také ovcemi či koňmi) je doporučeno 2–3krát za rok, pokaždé po dobu několika dnů, maximálně jednoho týdne. Významem pastvy je zejména disturbance území, čímž se mění konkurenční poměry mezi jednotlivými rostlinnými druhy a může se tak zabránit sukcesním společenstvím. Možným doplněním managementu je také občasná disturbance turisty v malém měřítku. Uvažuje se také o vybudování několika tůní (do 20 m²) pro vlhkomilné živočichy.
Myslivost ani údajné pokusy o chov kachen nemají na tuto oblast žádný patrný vliv.
Snahy o udržení těchto biotopů se projevují už od roku 1999. V následujících letech zde probíhalo pravidelné ruční sečení luk a později také pasení skotu. Ve spolupráci místních zemědělců s Ochranou fauny ČR zde vznikla ekologická farma Družstvo Džbány, která provozuje regulovanou extenzivní pastvu na 230 ha lučních ploch pomocí skotu a ovcí.
Náklady na plnění plánu péče jsou odhadovány na 1 300 000 Kč za dobu deseti let trvání přírodní památky.

## Turismus
Díky své odlehlosti a špatné dostupnosti je přírodní památka navštěvována jen velmi zřídka, což může být důvodem dobrého stavu biotopů. Lokalita je přístupná z nedaleké obce Budenín (45 minut), Kaliště (20 minut) či z Jankova po žluté turistické značce (2 hodiny).